# Ordine di San Gregorio Magno
L'Ordine equestre pontificio di San Gregorio Magno (in latino: Ordo Sancti Gregorii Magni) è un ordine cavalleresco della Santa Sede.

## Storia
Esso venne fondato da papa Gregorio XVI il 1º settembre 1831, dopo appena sette mesi dalla sua elezione, mediante il breve Quod summis.
L'Ordine di San Gregorio Magno è ancora oggi uno dei cinque ordini pontifici della Santa Sede, precede l'Ordine di San Silvestro. Secondo il cerimoniale diplomatico è un ordine di prima classe. L'ordine è riservato a uomini e donne di religione cattolica (rarissimi sono i casi di conferimento a non cattolici) in riconoscimento per il loro servizio alla Chiesa, per impieghi straordinari, in supporto alla Santa Sede e per il loro buon esempio presso le comunità e nel paese. È riservato a cattolici di distinta condizione, anche se non sono richiesti requisiti nobiliari. È concesso anche a militari solo a partire dal grado di maggiore. Gode del privilegio del saluto militare da parte delle guardie svizzere. I cavalieri di gran croce godono del trattamento di "Eccellenza".
Il motto dell'Ordine è Pro Deo et Principe (letteralmente: "Per Dio e per il sovrano", dove si gioca sulla duplice valenza del titolo latino "princeps" tra sovrano dello Stato - inteso nella figura del papa regnante - e princeps apostolorum, "principe degli apostoli", titolo riconosciuto a San Pietro, primo papa).
I membri dell'Ordine non avevano particolari privilegi, ma è curioso notare che a loro venne riconosciuto il diritto di cavalcare sin dentro la basilica di San Pietro a Roma, un privilegio ad ogni modo usato di rado e presto annullato. Tuttora godono di precedenze durante le cerimonie.

## Modalità di conferimento
"[...] I vescovi diocesani possono proporre il conferimento di una onorificenza pontificia ad ecclesiastici e laici, in segno di apprezzamento e riconoscenza per il servizio prestato. La richiesta, accompagnata dal curriculum vitae dei candidati (età, professione, condizione familiare e sociale, con descrizione accurata delle benemerenze acquisite nei riguardi della Chiesa), dovrà essere inviata alla Nunziatura Apostolica, che la farà pervenire – corredata dal proprio nulla osta – alla Segreteria di Stato. Le domande provenienti dai territori soggetti alla vigilanza delle Congregazioni per le Chiese orientali e per l’Evangelizzazione dei Popoli, siano prima inviate al Dicastero competente che provvederà poi a trasmetterle alla Segreteria di Stato [...]."
(Istruzione sul conferimento di Onorificenze Pontificie, Città del Vaticano, 13 maggio 2001)

## Classi
L'Ordine dispone di quattro classi di benemerenza:
- cavaliere di gran croce, a candidati/e di alto profilo nel servizio della Chiesa, a livello nazionale e internazionale, con almeno 55 anni di età e dopo 10 anni dal conferimento di una onorificenza di grado inferiore;
- commendatore con placca, a candidati/e particolarmente benemeriti, con almeno 50 anni di età e dopo 10 anni dal conferimento di una onorificenza di grado inferiore
- commendatore, a candidati/e benemeriti, con almeno 45 anni di età e dopo 10 anni dal conferimento di una onorificenza di grado inferiore
- cavaliere, a candidati/e con almeno 40 anni di età

|           |              |                         |                         |  |
| Cavaliere | Commendatore | Commendatore con placca | Cavaliere di gran croce |  |

## Insegne

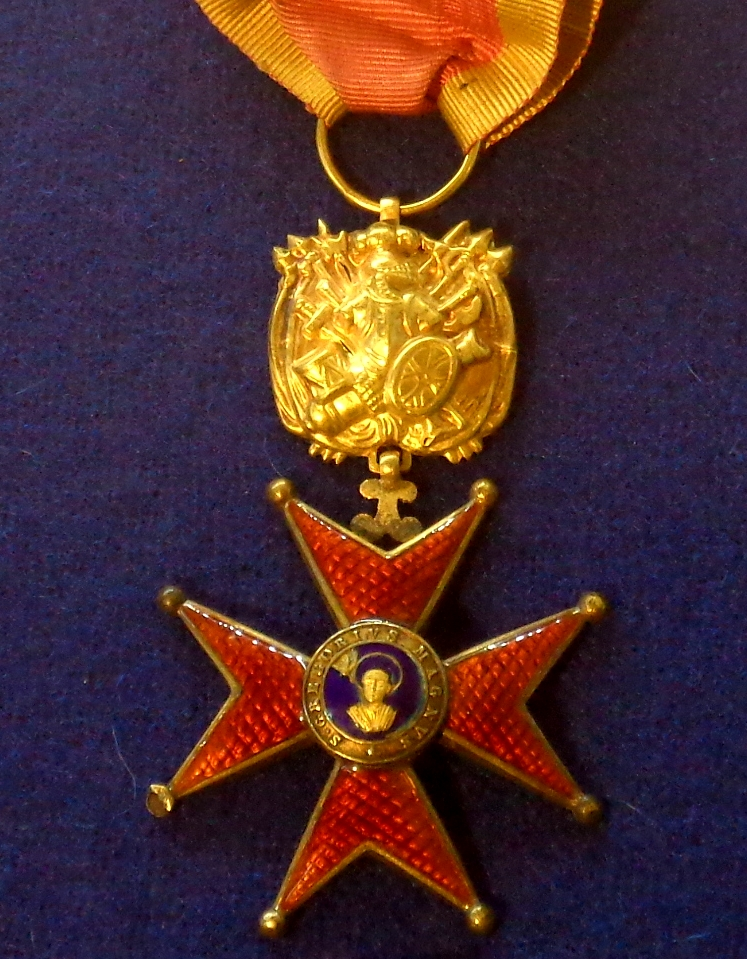
Insegna militare dell'ordine

- L'insegna è costituita da una croce maltese con la figura di san Gregorio Magno sul diritto ed il motto "Pro Deo et Principe" sul recto. La medaglia viene portata sostenuta da una fascia rossa bordata d'oro.
- La placca dell'Ordine riporta le medesime decorazioni della croce senza pendente, montata su una stella raggiante d'argento.
- Il nastro è rosso bordato d'oro su ciascun lato.
- L'uniforme di colore verde mirto con ricchi ricami d'argento venne approvata per l'ordine da papa Pio IX. La divisa si compone poi di Speroni, sciabola e feluca piumata di nero completano la mise di gala, da utilizzarsi per ricevimenti in Vaticano o per scortare il Vescovo diocesano durante le messe solenni, i pontificali e le processioni.

Come per gli altri Ordini Equestri Pontifici, l'uso dell'uniforme offre al Cavaliere il privilegio di scortare il vescovo all'ingresso ed all'uscita della Cattedrale, a sedersi alla destra dell'altare, ponendo la sciabola a terra e mantenendo la feluca in capo parimenti alla mitria del vescovo.
Le differenze tra la classe civile e militare consistono essenzialmente per i primi nell'indossare una croce sostenuta da una corona d'alloro, nei secondi nell'indossare una croce sormontata da un trofeo di guerra. Va rilevato che la classe militare, oggi, non è quasi mai conferita.

## Araldica
Gli insigniti di Gran Croce dell'Ordine sono autorizzati ad attorniare il loro scudo con una fascia rossa e oro con le lettere in oro "PRO DEO ET PRINCIPE", mentre gli altri ranghi inferiori possono porre la loro onorificenza con nastro sotto la punta dello scudo.

## Insigniti notabili

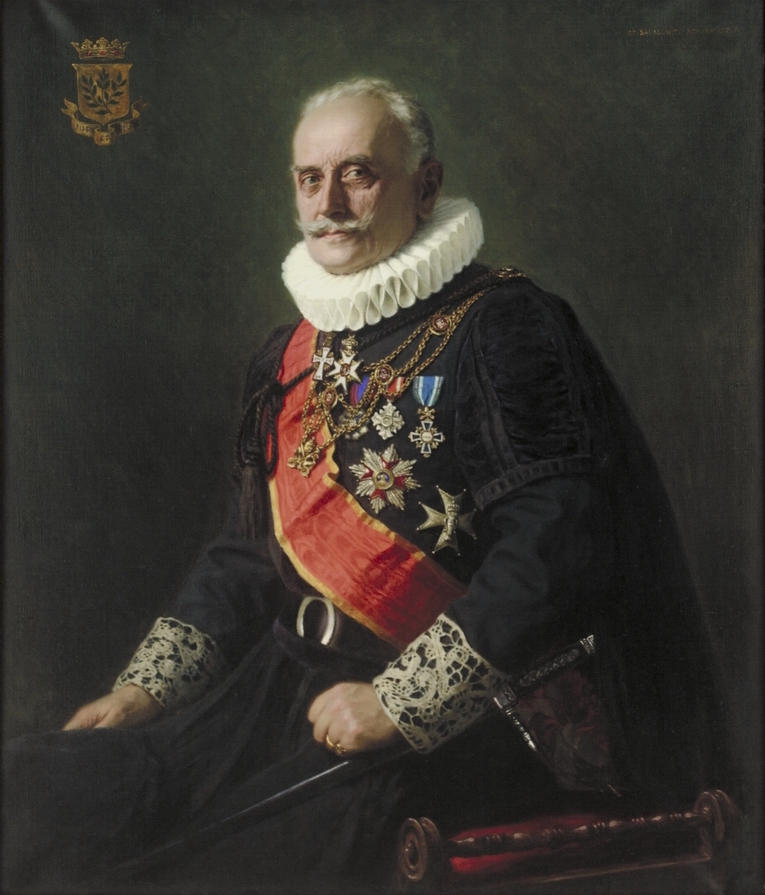
Claes Lagergren con la fascia di gran croce dell'Ordine di San Gregorio Magno e la divisa da Cameriere Segreto di Spada e Cappa di Sua Santità.

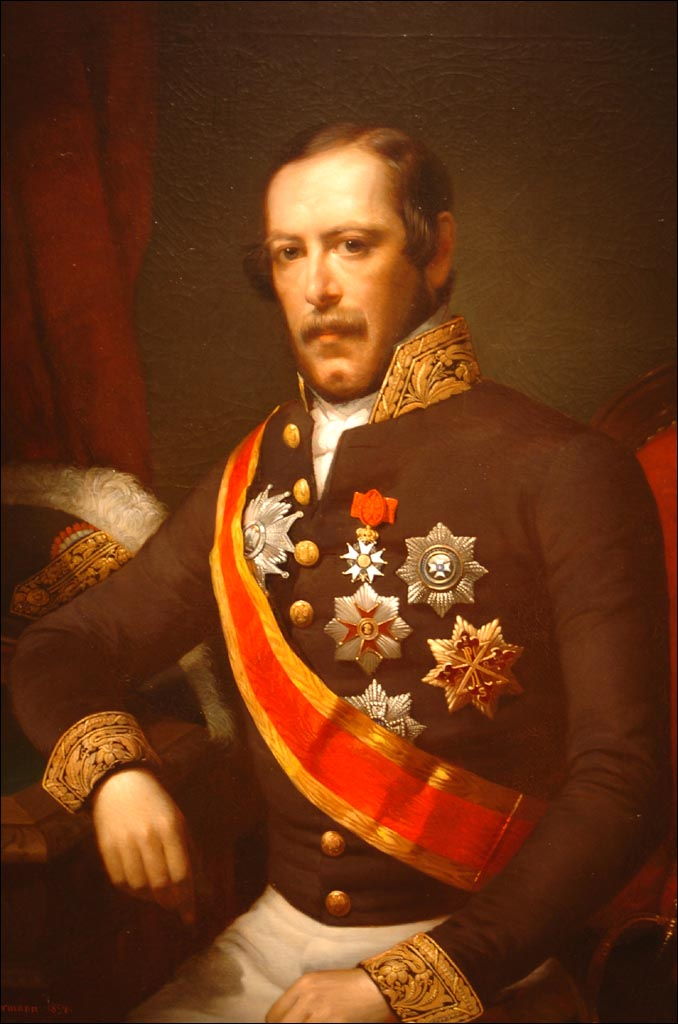
Edouard Thouvenel con la fascia di gran croce dell'Ordine di San Gregorio Magno e la divisa propria dell'Ordine.

### Politici
- Armen Sarkissian,Presidente della Repubblica d'Armenia, 1997.
- Sir George Bowyer, politico inglese.[1]
- Patrick Burns, magnate e senatore canadese.
- Thomas Stonor, VII barone Camoys, primo Lord Ciambellano britannico cattolico dalla Riforma protestante, 2006.
- Gabrio Casati, politico del Regno di Sardegna e del Regno d'Italia.1860.
- Luigi Bima, politico italiano,1862.[2]
- Roberto Cociancich, senatore italiano e presidente della Conferenza internazionale cattolica dello scautismo, 1862.
- Conte Carlo di Limburg-Stirum, politico e filantropo belga.
- Maurice Moynihan, segretario del governo irlandese e governatore della Banca centrale d'Irlanda, 1959.
- Paolo Peluffo, giornalista e politico italiano.[3]
- Senatore Rodrigo Augusto da Silva, ministro brasiliano e autore della Legge d'Oro, 1888.
- Carlo Zucchini, politico del Regno d'Italia.

Augusto Rollandin, politico della Valle d'Aosta

### Diplomatici
- Charles von Hügel, diplomatico e militare austriaco.
- Dominique, Principe de La Rochefoucauld-Montbel, diplomatico francese
- Hector P. Garcia, chirurgo, attivista e diplomatico messicano.
- Walter Annenberg, diplomatico, imprenditore e filantropo americano.[4]
- Amedeo Guillet, militare e diplomatico italiano.
- Gerald Loxley, militare e diplomatico britannico.
- Francis Martin O'Donnell, diplomatico irlandese dell'ONU.
- Diego Brasioli, diplomatico italiano.
- Jakob Štunf, diplomatico sloveno, ambasciatore presso la Santa Sede.

### Militari
- Christophe Graf, 35ºComandante della Guardia Svizzera Pontificia, 2019.
- Carlo Cabigiosu, generale dell'Esercito italiano.
- Goffredo Canino, generale, già capo di stato maggiore dell'Esercito italiano.
- Saverio Capolupo, comandante-generale della Guardia di Finanza.
- George Arthur Hastings Forbes, VII conte di Granard, militare britannico.[1]
- Myles Keogh, militare irlandese nell'Esercito Pontificio e nell'Esercito Americano, 1861.
- Giampaolo di Paola, ammiraglio italiano.
- Umberto Rocca, generale italiano dei Carabinieri.
- Roberto Speciale, politico e generale dell'Esercito Italiano.
- Costanzo Bernacchia generale dell'Esercito Italiano.

### Imprenditori e dirigenti
- Attilio Prevost, ingegnere e pioniere della cinematografia italiana, 1948.
- Sir Matt Busby, dirigente del Manchester United.
- John Andrew Creighton, nobile, imprenditore e filantropo statunitense, 1898.[5]
- John J. Raskob, uomo d'affari e dirigente statunitense, costruttore dell'Empire State Building.[6]
- Riccardo Nobile, Conte, Dirigente dello Stato, 2007
- Rupert Murdoch, editore, imprenditore e produttore televisivo australiano naturalizzato statunitense, 1998.[7]
- Kenneth Langone, imprenditore e filantropo statunitense.
- Leo Crowley, dirigente statunitense, direttore della FDIC, 1929.
- Roy E. Disney, dirigente statunitense, 1998.[7]
- Massimo Sarmi, dirigente italiano.[8]
- Mauro Masi, dirigente pubblico italiano.
- Giuseppe Vastapane, imprenditore italiano.

### Artisti e letterati
- Gilbert Keith Chesterton, scrittore, giornalista e aforista inglese.
- Riccardo Muti, direttore d'orchestra italiano, 2012.
- Giuseppe Oltrasi, compositore e direttore d'orchestra italiano, 1956.
- Arnaldo Bambini, compositore ed organista italiano, 1932.
- Giovanni Battista Cossetti, compositore ed organista italiano, 1921.
- Bob Hope, attore e cantante statunitense, convertitosi al cattolicesimo, 1998.[7]
- Gilbert Levine, direttore d'orchestra statunitense, 2016.
- Ricardo Montalbán, attore messicano, 1998.[9]
- Henryk Górecki, compositore polacco, 2009.
- Louis Notari, scrittore, poeta e politico monegasco.
- Ugo Buzzelli, poeta italiano.
- Giuseppe Oltrasi, compositore, organista e direttore d'orchestra italiano.
- Adrien Rougier, compositore e direttore d'orchestra francese.
- Paul Salamunovich, direttore di coro e d'orchestra statunitense, 1969,.
- Charles Santley, baritono inglese, 1887.
- Gaspare Spontini, compositore e direttore d'orchestra italiano.
- Roger Wagner, direttore di coro statunitense.

### Altri insigniti notabili
- John Crichton-Stuart, III marchese di Bute, nobile e mecenate britannico.[1]
- Nicola Morettini, organaro italiano, 1887 costruttore dell'organo della basilica di San Giovanni in Laterano.
- Giuseppe Nesi, giurista ed accademico italiano, 2004,
- Roberto Pessi, avvocato ed accademico italiano.
- Eunice Kennedy Shriver,  statunitense, fondatrice degli Special Olympics.
- Raffaello Cortesini, chirurgo italiano; presidente emerito della Consulta medica della Congregazione per le cause dei santi, 1984.
- Stefano Zamagni, economista ed accademico italiano.
- Mordecai Waxman, rabbino statunitense, esponente dell'Ebraismo conservatore, 1998.
- Agostino Zanelli, avvocato e filantropo italiano, 1858.[10]
- Alberto Castaldini, storico e saggista italiano.
- Louis de Wohl, scrittore, traduttore e militare ungherese naturalizzato britannico.
- Maria Vingiani, scrittrice, attivista ed ecumenista cattolica italiana, prima donna a ricevere l'onorificenza, col titolo di "Signora dell'Ordine", 1997.
- Bruno Paparella, attivista italiano e Segretario Generale dell'Azione Cattolica.
- Italo Farnetani, giornalista e medico italiano.
- Sergio Zaninelli, accademico e magnifico rettore della Università Cattolica del Sacro Cuore.[11]